# Acacesia
Acacesia és un gènere d'aranyes araneomorfs de la família Araneidae amb distribució principalment neotropical; només A. hamata es troba als Estats Units.

## Descripció
L'abdomen o opistosoma de les aranyes d'aquest gènere té una ornamentació que s'assembla una daga, de color negre i envoltat d'una forma triangular. A cada costat de la daga hi ha files paral·leles de punts de color taronja-marró. La longitud del cos de les femelles oscil·la entre 4,3 a 8 mm, dels mascles de 3,6 a 6,5 mm.

## Taxonomia
- Acacesia benigna Glueck, 1994 — Perú, Bolívia, Brasil
- Acacesia cornigera Petrunkevitch, 1925 — Mèxic al Brasil, Guyana francesa, Guyana
- Acacesia graciosa Lise & Braul, 1996 — Brasil
- Acacesia hamata (Hentz, 1847) — USA a l'Argentina
- Acacesia villalobosi Glueck, 1994 — Brasil
- Acacesia yacuiensis Glueck, 1994 — Brasil, Argentina